# سوکول سیکالشی
سوکول سیکالشی (به آلبانی: 'sɔkɔl' tsikaɫɛʃi؛ زادهٔ ۲۷ ژوئیهٔ ۱۹۹۰) بازیکن فوتبال اهل آلبانی است که برای باشگاه فوتبال آدانا اسپور ترکیه در پست مهاجم بازی می‌کند و سابقه بازی در تیم تراکتور را دارد. وی در سال ۲۰۲۴ از تیم ملی آلبانی خداحافظی کرد